# Liste der Kreisstraßen in Oberhausen
Die Liste der Kreisstraßen in Oberhausen ist eine Auflistung der Kreisstraßen in der kreisfreien Stadt Oberhausen, Nordrhein-Westfalen.

## Abkürzungen
- K: Kreisstraße
- L: Landesstraße

## Liste
Die Kreisstraßen behalten die ihnen zugewiesene Nummer innerhalb von Nordrhein-Westfalen auch bei einem Wechsel in einen Kreis oder in eine andere kreisfreie Stadt. Die K 16 bildet hier eine Ausnahme. Nicht vorhandene bzw. nicht nachgewiesene Kreisstraßen werden in Kursivdruck gekennzeichnet, ebenso Straßen und Straßenabschnitte, die unabhängig vom Grund (Herabstufung zu einer Gemeindestraße oder Höherstufung) keine Kreisstraßen mehr sind.
Der Straßenverlauf wird in der Regel von Nord nach Süd und von West nach Ost angegeben.
| Nr.  | Verlauf |
| ---- | --- |
| K 1  | – Falkensteinstraße – L 450 |
| K 2  | L 21 – Königshardter Straße – K 13 – Erzbergerstraße – L 621 |
| K 3  | K 10 – Skagerrakstraße – Lindnerstraße – L 215 – Lindnerstraße – |
| K 4  | L 155 – Vestische Straße – K 17 – Vestische Straße – L 511 |
| K 5  | L 215 – Bebelstraße – K 14 – Bebelstraße – Kewerstraße – Solbadstraße – Stadtgrenze – (K 5 in Mülheim an der Ruhr) |
| K 6  | L 450 – Nathlandstraße – Stadtgrenze – (K 6 in Essen) |
| K 9  | L 621 – Beethovenstraße – Sperberstraße – Elpenbachstraße – L 623 – Elpenbachstraße – L 155 |
| K 10 | (K 10 in Duisburg) – Stadtgrenze – Thüringer Straße – K 3 – Thüringer Straße – L 215 – Mecklenburger Straße – L 287 – Neumühler Straße – Westrampe – Von-Trotha-Straße – L 215 – Von-Trotha-Straße – Weißensteinstraße – L 155 – Bahnstraße – Drostenkampstraße – Grasshofstraße – L 4 |
| K 13 | K 16 – Wolfstraße – L 155 |
| K 14 | – Alstadener Straße – K 5 – Alstadener Straße – Grenzstraße – |
| K 15 | L 155 – Postweg – Steinbrinkstraße – L 287 |
| K 16 | (K 29 im Kreis Wesel) – Stadtgrenze – Forststraße – L 397 – Im Heeck – Hiesfelder Straße – L 155 |
| K 17 | L 623 – Fernewaldstraße – Stadtgrenze – (K 17 in Bottrop) – Stadtgrenze – Harkortstraße – Stadtgrenze am östlichen Straßenrand – Harkortstraße – L 155 – Teutoburger Straße – Bergstraße – Rheinische Straße – K 4 – Rheinische Straße – L 511                                         |

## Quelle
- Landesvermessungsamt Nordrhein-Westfalen, Kreiskarte Nr. 60: Die kreisfreien Städte im Ruhrgebiet